# نواف الشويعر
نواف الشويعر مواليد 20 أكتوبر 1991 في، السعودية، هو لاعب كرة قدم سعودي يلعب حالياً لنادي الخلود .

## مسيرة اللاعب
كانت بداياته مع نادي الفيحاء وانتقل إلى نادي الشباب عام 2010. وانتقل إلى نادي المجزل عام 2014 وانتقل إلى نادي أبها مطلع عام 2019 وانتقل إلى نادي النهضة في صيف 2019 و انتقل إلى نادي الخلود في صيف 2021.

## روابط خارجية
- نواف الشويعر على موقع Soccerway.com (الإنجليزية)